# ایتور فرناندز (بازیکن فوتبال، زاده ۱۹۸۶)
ایتور فرناندز (انگلیسی: Aitor Fernández؛ زادهٔ ۲۳ اوت ۱۹۸۶) بازیکن فوتبال اهل اسپانیا است.
از باشگاه‌هایی که در آن بازی کرده‌است می‌توان به باشگاه فوتبال هرکولس، باشگاه فوتبال لوگو، باشگاه فوتبال اسپانیول، باشگاه فوتبال راسینگ سانتاندر، باشگاه فوتبال مومبای سیتی، باشگاه فوتبال میراندس، و باشگاه فوتبال پومفرادینا اشاره کرد.